# 新北市新莊區國泰國民小學
新北市新莊區國泰國民小學（英語：New Taipei Municipal Xinzhuang District Guotaimin Elementary school），簡稱泰小。位於新北市新莊區中正路386號，是新莊區的國民小學。

## 歷史沿革
- 民國8年4月1日：成立新莊國民學校西盛分校，校址為今民安國小現址。
- 民國34年10月25日：本省光復，本校同時獨立，並改稱為西盛國民學校。
- 民國39年7月：遷今校址，同時原址設民安分校。
- 民國48年8月：奉令開辦營養午餐。
- 民國50年8月1日：民安分校獨立。
- 民國52年4月21日：改名為國泰國民學校。
- 民國70年9月1日：本校丹鳳地區奉令成立丹鳳國小，由本校簽出二十一班。
- 民國74年8月1日：成立豐年國小，由本校遷出十一班。
- 民國79年8月1日：本校新泰地區成立新泰國小。
- 民國94年8月1日：校長周玉珍到職。
- 民國95年8月1日：忠孝樓、仁愛樓、信義樓、和平樓因特二道路興建拆除。
- 民國100年1月15日：日新樓興建完成。
- 民國100年8月1日：校長彭吉梅到職。
- 民國102年8月1日：校長曾進發到職。
- 民國105年8月29日：105年度國泰樓(2)校舍結構耐震補強工程動工。
- 民國105年12月23日：105年度國泰樓(2)校舍結構耐震補強工程結案。
- 民國106年8月1日：校長廖明正到職。
- 民國106年8月30日：完成幼兒園2歲專班增1班及3-6歲普幼班級修繕工程。
- 民國106年12月15日：停車場地坪整修工程完工。
- 民國107年1月5日：辦理勵學樂園敬師祈福植樹愛校活動。
- 民國107年5月15日：設置有機堆肥廚餘機。
- 民國107年10月15日：完成低碳校園計畫設置網室農場及太陽能校園照明設備工程。
- 民國107年12月25日：幼兒園遊戲器材週遭地坪整修工程完工。
- 民國107年12月30日：完成幼兒園學前特教班增一班及普幼班級、廁所修繕工程。
- 民國108年1月9日：舉行運動場整建動土典禮。
- 民國108年1月30日：外牆校務經營圖像及穿堂幸福五愛圖書角改造完工啟用。
- 民國108年3月1日：圖書館改造完工啟用。
- 民國108年4月1日：新建風雨走廊完工啟用。
- 民國108年4月11日：莊敬樓東側校舍結構耐震補強工程完工啟用。
- 民國108年4月30日：運動場整建工程完工啟用。
- 民國108年5月18日：創校百年校慶。
- 民國108年8月1日：幼兒園普通班增一班及洗手台、廁所修繕工程。
- 民國110年8月1日：校長蔡麗華到職。

## 班級數
| 學年度 | 一  | 二  | 三  | 四  | 五  | 六  |
| ------ | --- | --- | --- | --- | --- | --- |
| 109    | 1班 | 2班 | 2班 | 2班 | 2班 | 1班 |
| 110    | 2班 | 1班 | 2班 | 2班 | 2班 | 2班 |

## 歷任校長
| 任別 | 姓名   |
| ---- | ------ |
| 一   | 王景松 |
| 二   | 徐海勝 |
| 三   | 李文津 |
| 四   | 朱朗陽 |
| 五   | 蔡尊乾 |
| 六   | 林超森 |
| 七   | 黃炳鴻 |
| 八   | 張木   |
| 九   | 蘇榮哲 |
| 十   | 周玉珍 |
| 十一 | 彭吉梅 |
| 十二 | 曾進發 |
| 十三 | 廖明正 |
| 十四 | 蔡麗華 |

## 學區
- 基本學區：忠孝里（ 1－ 6、11、12、14、15、18、20、22、25、26 鄰）、國泰里（ 10 鄰）、海山里（ 19－ 24 鄰）、福營里全里、營盤里全里
- 自由學區：新莊區全區、泰山區貴賢里9-14鄰 【國泰、泰山區明志國小自由學區】、泰山區義仁里30-39鄰【泰山區義學國小及新莊區新泰國小、國泰國小之自由學區】

## 周邊設施
- 新北市新莊區新泰國民小學
- 輔大站
- 新北市新莊區豐年國民小學
- 大魯閣棒壘球打擊場
- 新北市新莊區公所
- 政府稅捐稽徵處

## 外部連結
- 新北市新莊區國泰國民小學網站 （页面存档备份，存于）